# Guaraniella mahnerti
Guaraniella mahnerti är en spindelart som beskrevs av Léon Baert 1984. Guaraniella mahnerti ingår i släktet Guaraniella och familjen klotspindlar. Inga underarter finns listade i Catalogue of Life.